# محوطه کجیل‌سرا
محوطه کجیل سرا مربوط به دوران‌های تاریخی پس از اسلام است و در شهرستان رودسر، بخش رحیم آباد، روستای دلیجان واقع شده و این اثر در تاریخ ۲۷ بهمن ۱۳۸۲ با شمارهٔ ثبت ۱۰۹۷۸ به‌عنوان یکی از آثار ملی ایران به ثبت رسیده‌است.